# Ривс (Мисури)
Ривс (енгл. Rives) град је у америчкој савезној држави Мисури.

## Демографија
По попису из 2010. године број становника је 63, што је 25 (-28,4%) становника мање него 2000. године.
| Група             | 2000.      | 2010.       |
| Белци             | 80 (90,9%) | 63 (100,0%) |
| Афроамериканци    | 0 (0,0%)   | 0 (0,0%)    |
| Азијати           | 0 (0,0%)   | 0 (0,0%)    |
| Хиспаноамериканци | 8 (9,1%)   | 0 (0,0%)    |
| Укупно            | 88         | 63          |